# Pamětní síň Františka Drdly
Pamětní síň Františka Drdly je památník hudebníka Františka Drdly ve Žďáru nad Sázavou, umístěn je v budově ZUŠ Františka Drdly na Doležalově náměstí čp. 8. Pamětní síň byla v budově ZUŠ otevřena po pojmenování umělecké školy po Františkovi Drdlovi v roce 1988. Síň je zřizována městem Žďár nad Sázavou.

## Historie
Umělecká škola ve Žďáře byla založena již v roce 1927, později se škola rozvíjela a různě měnila názvy, v roce 1988 došlo k přejmenování z Lidové školy umění na Lidovou školu umění Františka Drdly, při té příležitosti byla v místnostech školy otevřena Pamětní síň Františka Drdly. V roce 1990 byla škola přejmenována na Základní uměleckou školu Františka Drdly. Od ledna 2010 probíhá digitalizace památek v Pamětní síni Františka Drdly.

## Expozice
Expozice v ZUŠ Františka Drdly je umístěna v místnosti u vstupu do školy, součástí sbírky jsou písemnosti a fotografie ze života Františka Drdly, ukázky z tvorby, plakáty z koncertů a osobní předměty z bytu umělce, také jsou v síni uschovány a uchovávány notové archivy autora. Součástí sbírky je i klavír Františka Drdly.